# (Histon-H3)-lizin-36 demetilaza
(Histon-H3)-lizin-36 demetilaza (EC 1.14.11.27, JHDM1A, demetilaza 1A histona sa JmjC domenom, H3-K36-specifična demetilaza, histon-lizin (H3-K36) demetilaza, histonska demetilaza, protein-6-N,6-N-dimetil-L-lizin,2-oksoglutarat:kiseonik oksidoreduktaza) je enzim sa sistematskim imenom protein-N6,N6-dimetil--lizin,2-oksoglutarat:kiseonik oksidoreduktaza. Ovaj enzim katalizuje sledeću hemijsku reakciju
protein -dimetil--lizin + 2 2-oksoglutarat + 2 O2 {\displaystyle \rightleftharpoons } protein -lizin + 2 sukcinat + 2 formaldehid + 2 CO2 (sveukupna reakcija)
(1a) protein -dimetil--lizin + 2-oksoglutarat + O2 {\displaystyle \rightleftharpoons } protein -metil--lizin + sukcinat + formaldehid + 2
(1b) protein -metil--lizin + 2-oksoglutarat + O2 {\displaystyle \rightleftharpoons } protein -lizin + sukcinat + formaldehid + 2
Za rad ovog enzima je neophodan Fe2+ jon. Od sedam potencijalnim mesta metilacije u histonima H3 (K4, K9, K27, K36, K79) i H4 (K20, R3) iz HeLa ćelija, ovaj enzim specifično deluje na Lys-36.

## Literatura
- Nicholas C. Price; Lewis Stevens (1999). Fundamentals of Enzymology: The Cell and Molecular Biology of Catalytic Proteins (Third изд.). USA: Oxford University Press. ISBN 019850229X.
- Eric J. Toone (2006). Advances in Enzymology and Related Areas of Molecular Biology, Protein Evolution (Volume 75 изд.). Wiley-Interscience. ISBN 0471205036.
- Branden C; Tooze J. Introduction to Protein Structure. New York, NY: Garland Publishing. ISBN 0-8153-2305-0.
- Irwin H. Segel. Enzyme Kinetics: Behavior and Analysis of Rapid Equilibrium and Steady-State Enzyme Systems (Book 44 изд.). Wiley Classics Library. ISBN 0471303097.

## Spoljašnje veze
- (histone-H3)-lysine-36+demethylase на 